# Glodianus peruvianus
Glodianus peruvianus là một loài tò vò trong họ Ichneumonidae.